# 自由印度军团

自由印度軍團旗幟

自由印度军团是组建于第二次世界大战时期的一个军事单位。1941年，印度独立运动领袖苏巴斯·钱德拉·鲍斯来到柏林，寻求德方援助，说自己想要对英国发动战争，争取印度的独立，于是，他开启了军团的组建工作。在1941年的最初征募工作中，一些当时身在德国的印度学生志愿报名，还有少量在北非戰場中被俘的印度士兵也加入了进来。后来，又有更多印度战俘作为志愿者加入。
起初自由印度军团隶属于納粹德國陸軍，自1944年8月起隶属于武装党卫队。该部队由印度战俘以及在欧印度人组成，目的是为讓英属印度獨立而战。该军团起源于印度独立运动。归属武装党卫队指挥后，该部队的番号改为武装党卫队印度志愿军团。
起初，德方将自由印度军团作为突击部队，准备在德印联合进攻英属印度西部边境地区时将其用作引导部队，但只有一小部分人被转入位于东南亚的印度国民军，而自由印度军团的绝大部分兵员仅在荷兰和法国執行非作战任务，直到盟军发动霸王行动，他们才参加了战斗，而且遇到的對手主要是法國抵抗運動武裝。1944年，另有一个连的印度人被派到了意大利，在那里与英军和波军交战，并参与了反游击队作战。
1945年，在纳粹德国最终投降时，自由印度军团残部试图翻越阿尔卑斯山进入中立国瑞士，但被美军和法军俘虏，接着被送回印度，面临叛国罪审判。曾服役于轴心国军队的印度人準備受审一事在英属印度军民中引起骚动，因此针对前自由印度军团人员的审判因此未能完成。